# INNO
INNO, voorheen Galeria Inno, is een Belgische warenhuisketen. De keten is sinds 2024 eigendom van een consortium van het Zweedse Axcent Scandinavia en het IJslandse Skel. Er zijn circa 16 Belgische filialen, met de nadruk op Vlaanderen en Brussel.

## Geschiedenis

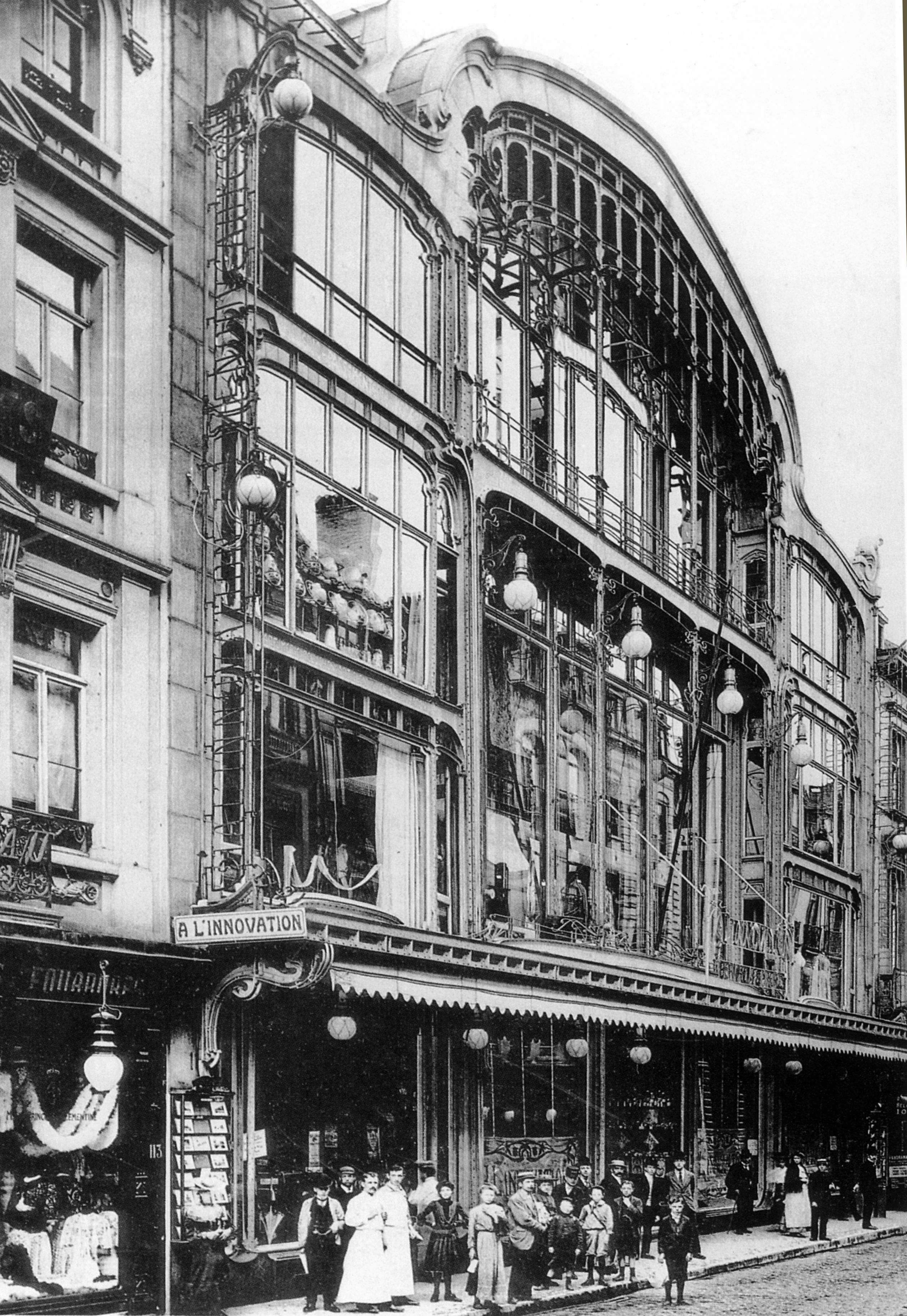
À l'Innovation voor de brand

Innovation (of juister À l'innovation) was de naam van enkele Belgische grootwarenhuizen. Het eerste warenhuis werd in 1897 geopend in Brussel. Al snel volgden vestigingen in de rest van België.
In de Innovation kon men "alles" krijgen, van meubels tot kleding, huishoudgerief, cosmetica, werktuigen, juwelen tot voeding. Er was ook een restaurant en een kapperszaak in dezelfde winkel. In Antwerpen en Brussel waren het zeer grote gebouwen met meerdere verdiepingen.
In 1932 lanceerde de Innovation een nieuw warenhuisoncept, onder de naam Priba, een afkorting voor Prix Bas (lage prijzen).
In de jaren 1962-1963 opende L'Innovation vier warenhuizen in Parijs en twee in de Elzas. In Parijs betrof dit Inno-BJ ondergebracht in het pand van La Belle Jardinière, Inno-Montparnasse, Inno-Nation en Inno-Passy. Aanvankelijk waren de warenhuizen een succes, maar door een boycot van leveranciers, die door de concurrenten onder druk waren gezet en de hoge huurprijzen in Parijs, kwam hier snel een einde aan. In de Elzas betrof het de Inno-Mulhouse aan de Place de l'Europe en een filiaal in Straatsburg.
In 1967 was er een grote brand in het Brusselse filiaal waarbij 251 dodelijke slachtoffers vielen.
In 1969 vond een fusie plaats tussen de warenhuisketens Innovation, Bon Marché en Vaxelaire en ontstaat de INNO-BM. Een aantal jaar later, in 1974 fuseert de nieuwe groep met de warenhuisketen Grand Bazar (GB). Hierdoor ontstaat de GB-INNO-BM.
In juni 2001 werden de warenhuizen van Inno overgenomen door Galeria Kaufhof, waarna de warenhuizen worden omgebouwd naar het Galeria-concept. De huidige warenhuizen opereerden onder de naam Galeria Inno.
In Ternat had Inno een eigen distributiecentrum. In 2002 werd besloten om de distributie uit te besteden en werd het gesloten. Nu is de distributie in handen van Deventer Logistics en worden de winkels vanuit Vilvoorde bevoorraad.
Sinds 2018 maakt de warenhuisketen samen met Galeria Kaufhof deel uit van de Oostenrijkse SIGNA HOLDING GmbH.
In het voorjaar van 2021 werd bekendgemaakt dat Galeria Inno zich opnieuw wil positioneren. Hierbij is de naam weer gewijzigd van Galeria Inno naar INNO met het onderschrift DEPARTMENT STORE.
Begin 2016 was er sprake van dat Hudson Bay winkels van INNO zou willen openen in de door het faillissement vrijgekomen winkelpanden van V&D  op die wijze de Nederlandse markt zou veroveren. Hiertoe is het niet gekomen. De moedermaatschappij van INNO heeft een groot aantal voormalige V&D-panden overgenomen en hierin warenhuizen onder de naam Hudson's Bay geopend.
In oktober 2023 werd INNO te koop gezet door Galeria, omdat het bedrijf zich wilde richtten op zijn kernmarkt Duitsland. In juli 2024 werd bekend dat de keten werd overgenomen door een Zweeds-IJslands consortium van Axcent of Scandinavia en Skel, die beiden 50 ̥ in handen krijgen. Topman Al-Saffar van Axcent of Scandinavia, die ook eigenaar is van de Zweedse warenhuisketen Ahlens, wil met INNO uitbreiden naar andere steden in België. In het boekjaar 2023 behaalde de keten een omzet van € 292 miljoen en een winst van € 1,3 miljoen.

## Filialen (alfabetisch)

### Aalst (gesloten)
Aan de Nieuwstraat 29 in Aalst had Inno sinds 1965 een vestiging met een eigen parkeergarage. Dit filiaal was oorspronkelijk een filiaal van de Bon Marché. Dit filiaal is waarschijnlijk in de jaren 80 gesloten. Het gebouw bestaat nog steeds en wordt opgesplitst verhuurd aan grote winkelketens zoals H&M en Kruidvat. De parkeergarage is toegankelijk via De Ridderstraat en wordt geëxploiteerd door het parkeerbedrijf Indigo.

### Antwerpen
In 1910 opende À l'Innovation een filiaal aan de Meir 31-33 in Antwerpen in een vroeg art-deco-, art-nouveaugebouw, dat was ontworpen door Victor Horta. In 1922, 12 jaar later, verhuisde À l'Innovation naar de Meir 82, een gebouw dat in opdracht van Leonhard Tietz was gebouwd naar een ontwerp uit 1901 van de architect Joseph Hertogs. Zijn bezittingen werden als gevolg van de Eerste Wereldoorlog in beslag genomen en zijn Belgische warenhuizen werden nadien verkocht aan À l'Innovation. De huidige Inno is nog steeds in dit pand gevestigd. Tussen 2012 en 2014 is de gevel helemaal gerestaureerd naar het ontwerp uit 1901. De volgens sommigen ontsierende luifel, die in de jaren 50 werd aangebracht, is hierbij weer verwijderd. Het hoekpand op nummer 84 met het vergulde beeld van Elektra op de dakkoepel huisvestte oorspronkelijk de elektrozaak Moyson en is in de loop der tijd toegevoegd aan de Inno. Dit laatste pand dateert uit 1903 en is een ontwerp van architect Willem van Oenen.

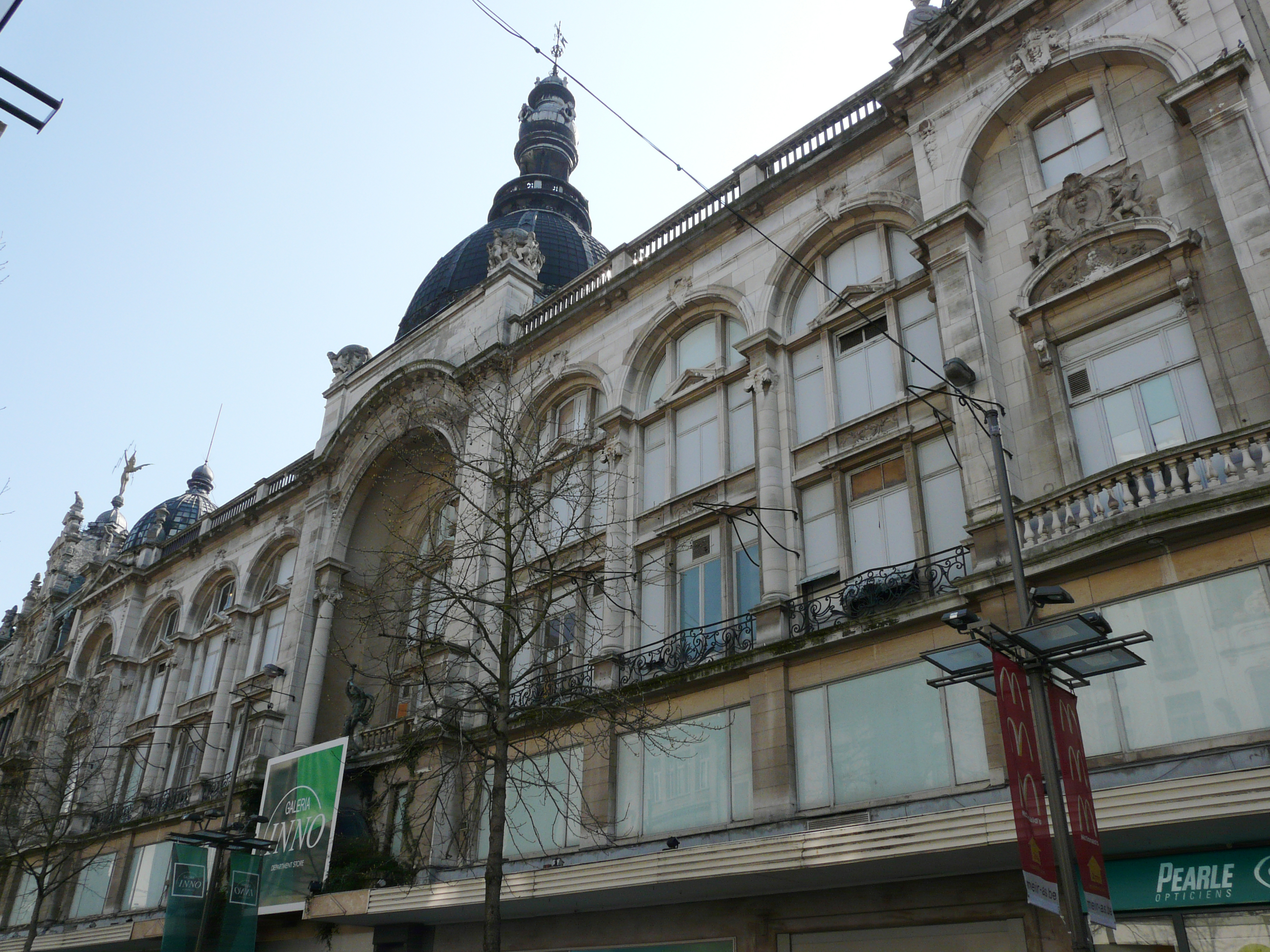

### Brugge
Daarna volgde Brugge in 1920 met een filiaal aan de Kuipersstraat 9, door de aankoop van het voormalige warenhuis Leonhard Tietz. In 1976 wordt het pand gesloopt. De INNO is verhuisd naar de Steenstraat, in het pand van de voormalige warenhuisketens Au Bon Marché en Priba.

### Brussel-Bascule
In 1989 opende de Inno een filiaal in Ukkel aan de Waterloosesteenweg 699. Dit filiaal is nog steeds hier gevestigd.

### Brussel-Louiza
In oktober 1995 werd een filiaal van de Inno geopend aan de Louizalaan in Brussel in het pand van Sarma Lux. De huidige INNO is nog steeds gevestigd in het gebouw aan de Louizalaan 12.

### Brussel-Nieuwstraat
De eerste À l'innovation werd in 1897 geopend in de Nieuwstraat te Brussel. In 1901 ontwierp architect Victor Horta een nieuw pand voor de À l'innovation in art-nouveaustijl. De opening van het nieuwe gebouw, dat vooral uit staal en glas bestond, vond plaats op 27 april 1903. Het dak was grotendeels van glas, zodat er veel daglicht binnenviel en de koopwaar goed bij daglicht kon worden bekeken. Het werd pas in 1920 afgewerkt. Dit gebouw werd tijdens een zware brand op maandagmiddag 22 mei 1967 verwoest, waarbij 251 doden vielen en 62 mensen gewond raakten, al bestaat zelfs over het precieze aantal slachtoffers twijfel.
Vijf jaar na de brand kreeg België strengere wetgeving op brandveiligheid in winkels. Innovation opende in 1970 op dezelfde plaats een nieuw warenhuis. Na de overname van de warenhuisketen door Galeria Kaufhof zijn de filialen grondig gerenoveerd. Het vlaggenschip van de keten aan de Nieuwstraat werd voor 25 miljoen euro gerenoveerd en werd op 29 september 2004 heropend. De grauwe betongevels werden meer opengewerkt met glaspartijen en ook binnen werd de winkelvloer veel opener. Op de vierde verdieping van het warenhuis is nu een MediaMarkt-filiaal gevestigd.

### Brussel-Woluwe
In het Woluwe Shopping Center in Sint-Lambrechts-Woluwe was sinds het begin in 1968 een vestiging van Bon Marché. Deze vestiging is later, ergens na de fusie in 1969, een Inno-vestiging geworden. In 2011 is dit filiaal uitgebreid met 1.262 m².

### Charleroi
In Charleroi wordt in 1901 een filiaal geopend in de Rue du Pont de Sambre bij de Samber. In 1951 werd een nieuw pand neergezet aan de Boulevard Tirou 109 die de rivier vervangt, waarin de INNO nog steeds gevestigd is. Het pand is ontworpen door Jean-Marie Plumier en André Dautzenberg. Het pand heeft een oppervlakte van zo'n 9.000 m² en is in 2013-2015 grondig gerenoveerd.

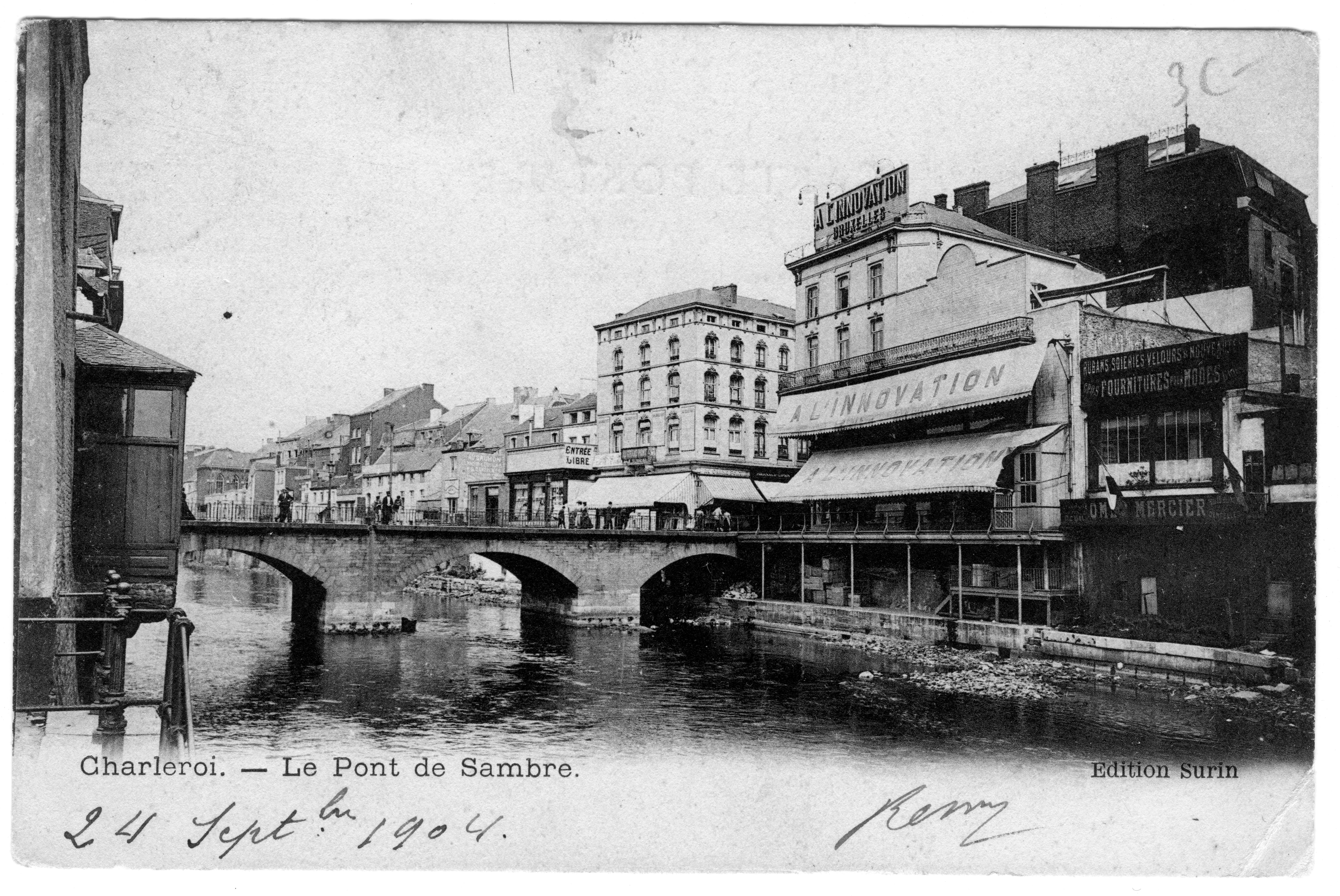
À l'Innovation gelegen op de oevers van de Samber begin 20ste eeuw
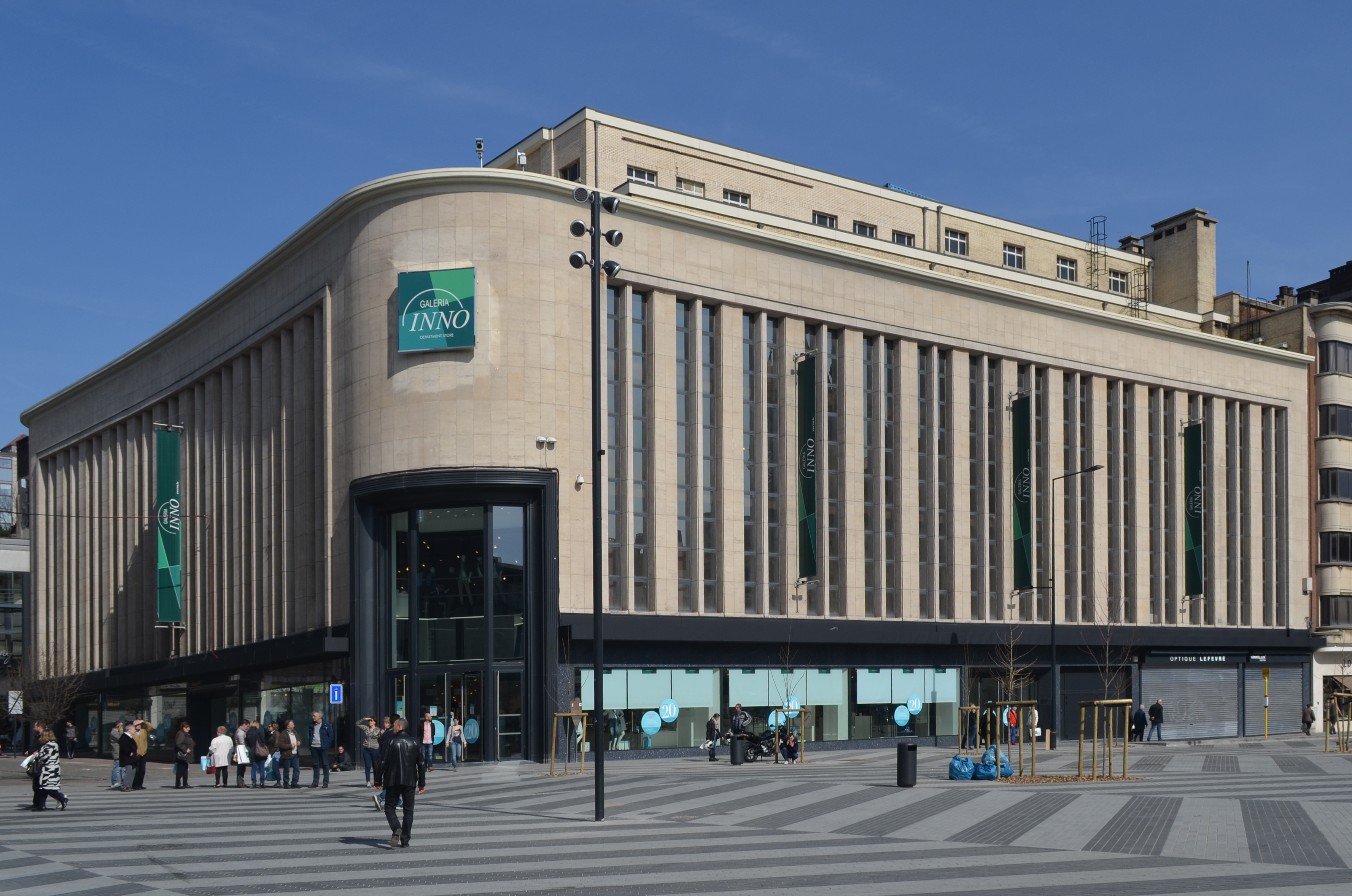
Pand aan de Boulevard Tirou gebouwd op de oude arm van de Samber

### Elsene (gesloten)
In Elsene werd op 15 maart 1900 reeds een eerste verkooppunt van À l'Innovation geopend aan de Elsensesteenweg. In 1903 werd een nieuw filiaal ontworpen door Victor Horta geopend aan de Elsensesteenweg. Dit filiaal werd diverse malen gerenoveerd en uitgebreid. De nu nog bestaande gevels dateren uit 1933 en later en zijn ontworpen door de architect André Duitzenberg. Bij de uitbreidingen die daarna hebben plaatsgevonden werd de gevel identiek aan de bestaande delen gebouwd. Vanuit de kelder ontstond er een doorgang naar de Gulden Vliesgalerij. 
het filiaal werd op 5 augustus 1995 gesloten, omdat de Inno een nieuwe vestiging opende op de Louizalaan, in het pand van Sarma Lux.

### Gent
In 1901 werd in Gent een filiaal geopend aan de Veldstraat 51-53 (hernummerd in de nrs. 47 en 49). Oorspronkelijk nam het warenhuis een tweetal panden in. Later werd hier een derde pand aan toegevoegd. De INNO is verhuisd naar de Veldstraat 86, in het pand van de voormalige Grand Bazar. De gevel van dit filiaal met kenmerken van art-decostijl dateert uit 1920 naar een ontwerp van de architect Jules van den Hende. In het verleden was de begane grond voorzien van een sterk vooruitstekende zware luifel.

### Hasselt
Op 21 oktober 1961 opende een filiaal in Hasselt aan de Koning Albertstraat 46-50. Het filiaal werd in 1984 gesloten. Op exact dezelfde locatie als waar de winkel in 1984 werd gesloten werd op 28 november 2014 de nieuwe Inno geopend met een oppervlakte van zo'n 8.000 m² over 4 etages.

### Knokke (gesloten)
De Inno had sinds 1971 ook een filiaal in Knokke aan de Lippenslaan 275, waar voorheen pension Berlin was. Het filiaal is waarschijnlijk in de jaren 80 opgeheven.

### Kortrijk (gesloten)
Kortrijk kreeg een filiaal in april 1954, door overname van het warenhuis TeCo aan het Schouwburgplein en de Doorniksestraat 30. Op die plaats werd in 1939 het warenhuis Teco opgericht, afkorting van N.V. Textile Corporation. In 1951 werd de Teco uitgebreid en kreeg hij een toegang op het Schouwburgplein. Het warenhuis werd in april 1954 door de Innovation overgenomen. Het filiaal sloot zijn deuren op 7 juli 1984. In oktober 1985 werd daar de Centrum Galerij geopend. Het gebouw herbergt een Ibis hotel en een KBC bankkantoor.

### Leuven

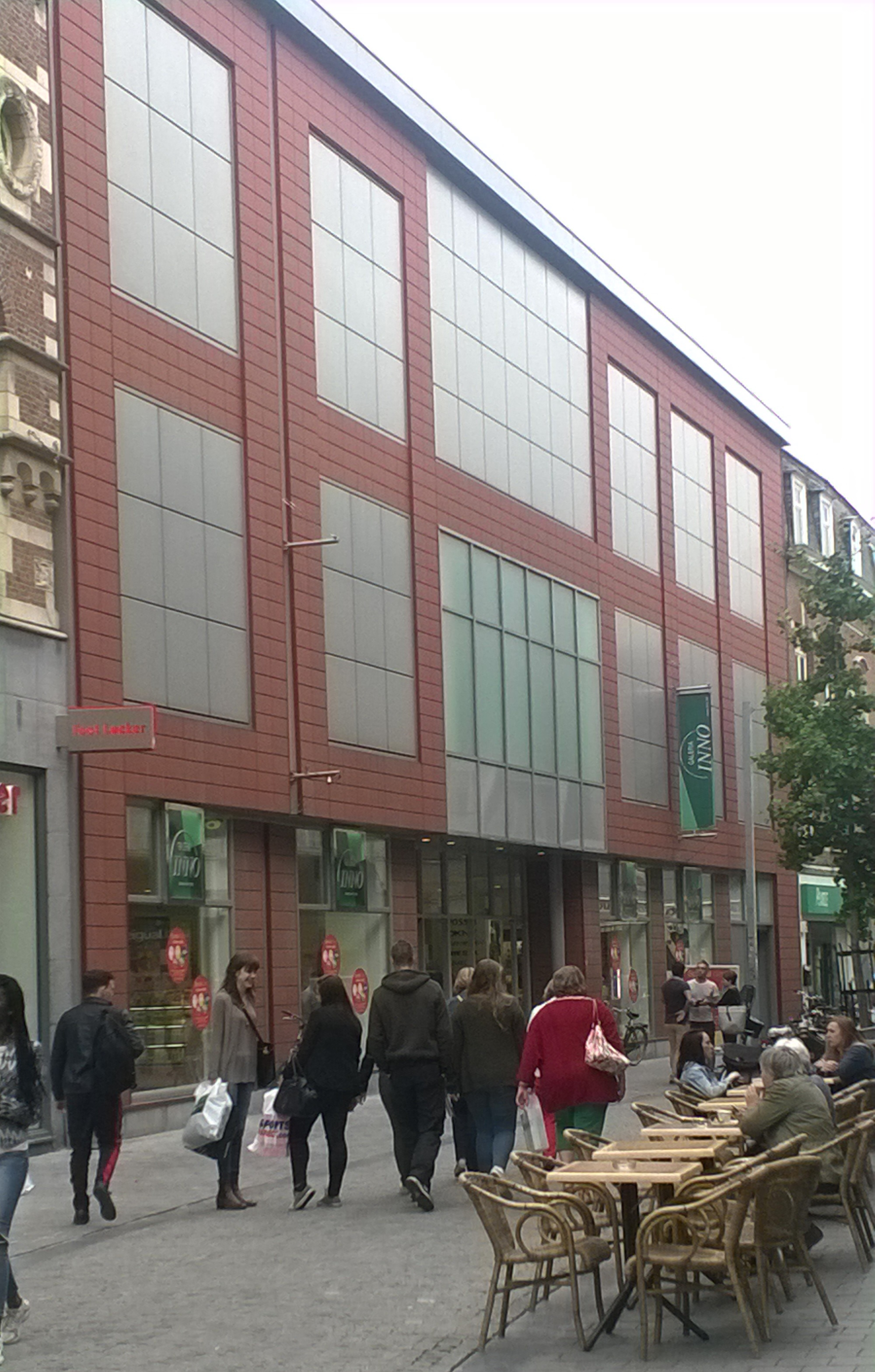
Voorgevel van de vernieuwde INNO in de Diestsestraat te Leuven

Het Leuvense filiaal is gehuisvest aan de Diestsestraat 67.

### Luik
In 1899 werd een filiaal geopend in Luik, dicht bij de concurrerende warenhuizen van Bon Marché en de Grand Bazar. Sinds 1968 is de INNO gevestigd aan de Place de la Republique Française 15 / Place Saint Lambert. Het warenhuis heeft een vloeroppervlakte van 10.300 m².

### Luxemburg (gepland maar nooit geopend)
In 2015 raakte bekend dat INNO in het voorjaar 2018 een nieuwe winkel zou openen in het in aanbouw zijnde Royal Hamilius-project in het centrum van Luxemburg. Het warenhuis met een oppervlakte van meer dan 9.000 m² verdeeld over zeven niveaus zou het eerste filiaal van INNO buiten België geweest zijn.
In mei 2017 kondigde INNO aan zich uit het Royal Hamilius-project terug te trekken, officieel omdat de bouw van het pand zes maanden vertraging had opgelopen ten opzichte van de initiële planning. Hudson Bay Company, dat sinds 2015 de nieuwe aandeelhouder is van INNO, wilde de vrijgekomen middelen met prioriteit investeren in de in Nederland overgenomen V&D-filialen. De door INNO niet-ingenomen ruimte is een filiaal van Galeries Lafayette geworden.

### Mechelen
In 1967 opende een filiaal van À l'Innovation in Mechelen. Het huidige filiaal van de INNO is gevestigd aan de Bruul 49. Na de overname van Inno door Galeria Kaufhof was dit het eerste filiaal dat werd omgebouwd naar het Galeria-concept. De heropening vond plaats op 21 maart 2002, na een 3,75 miljoen euro kostende renovatie.

### Namen
In 1930 werd er een filiaal in Namen geopend op de hoek van de Place d'Armes en de Rue Marchovelettei. In het verleden werd de naam 'À l'Innovation de Bruxelles' gebruikt, mogelijk omdat er reeds een winkel was met de naam 'À l'Innovation'. Omstreeks 1960 werd op de Place d'Armes een nieuw gebouw opgetrokken over de hele breedte van het plein.

### Oostende

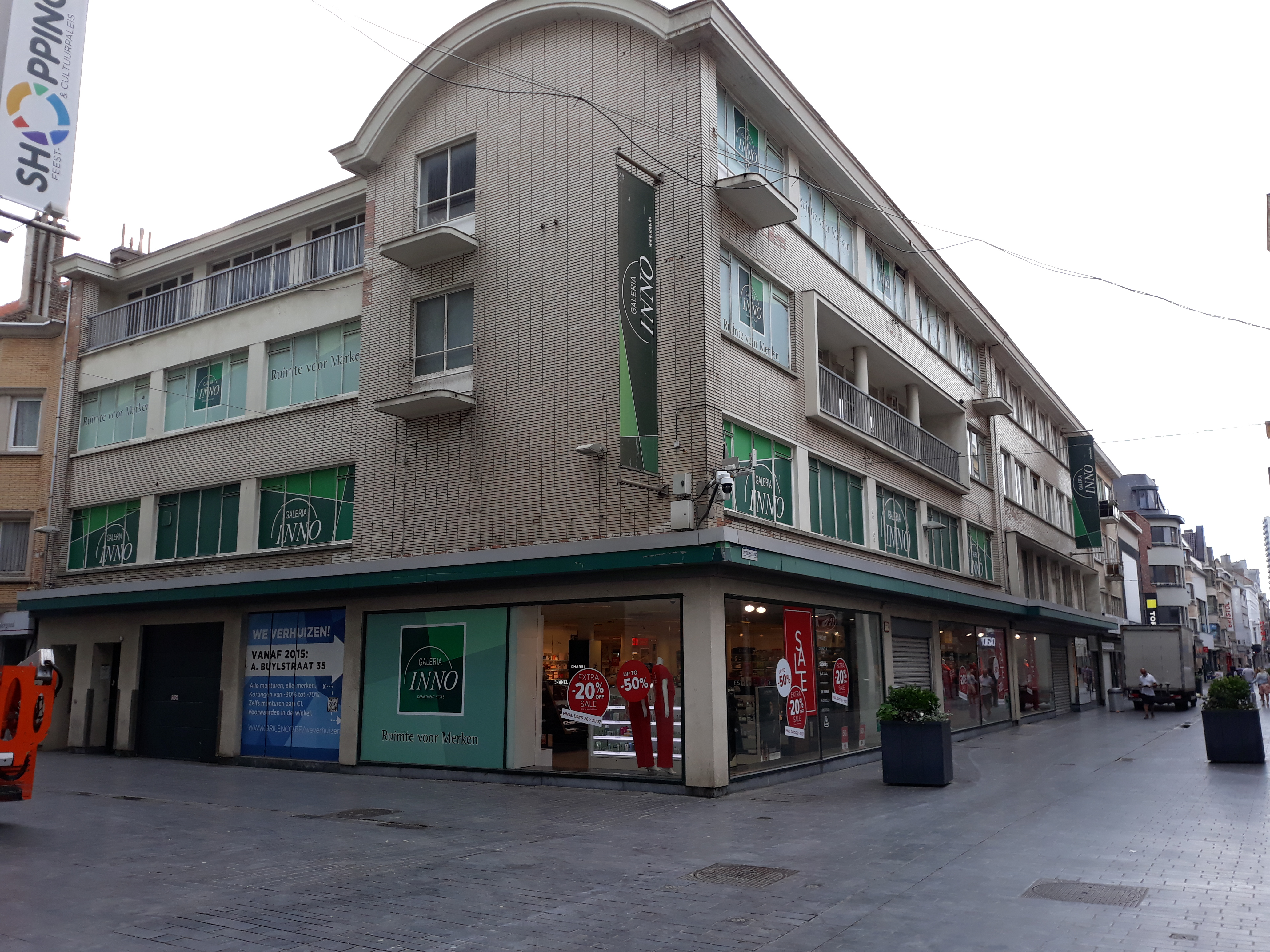
INNO-filiaal in de Kapellestraat te Oostende

Oostende kreeg in 1906 een filiaal. Omstreeks 1936 betrok de À l'Innovation een pand aan de Kapellestraat 51-55. Het betrof een hoekpand in Anglo-Normandische stijl naar een ontwerp van André Dautzenberg en thans ingenomen is door een C&A-filiaal. De INNO is gevestigd aan de Kapellestraat 18 in een pand uit 1950 dat oorspronkelijk een confectiezaak en nadien Au Bon Marché huisvestte. Het pand is verbonden met pand aan de Ooststraat 24, dat dateert uit 1960.

### Schoten
Aan de Bredabaan 967 in Schoten opende een Inno filiaal in 1976 met twee verdiepingen. In 2005 werd een renovatie afgerond, waarbij het filiaal nieuwe buitengevels kreeg en het winkeloppervlakte werd vergroot van 6.400 m² tot 8.000 m² door toevoeging van een deel van de opslagruimte en de verhuizing van het inpandig gevestigde Disport naar een externe locatie.

### Sint-Niklaas
Dit filiaal is gevestigd in het Waasland Shopping Center aan de Kapelstraat 100.

### Verviers (gesloten)
In 1900 werd een filiaal geopend aan de Place du Martyr in Verviers naar een ontwerp van de architect Auguste-Charles Vivroux. Het is een hoog gebouw met veel staal en glas. In 1930 kreeg het pand een nieuwe gevel naar een ontwerp van André Dautzenberg. In 1935 werd het uitgebreid door een nieuw pand aan de Place Verte toe te voegen. Hierdoor ontstond een tweede ingang. Dit nieuwe pand was eveneens van de hand van Dautzenberg. In de ontwerpen van Dautzenberg waren de gevels meer gesloten. Rond 1963 werd het in verval geraakte warenhuis weer gemoderniseerd en wordt extra winkelruimte toegevoegd in de kelder. Ook kwamen er roltrappen en werden er nieuwe liften geplaatst. In 1976 werd een doorgang met de Priba (eveneens onderdeel van GB-Inno-BM) gemaakt. In 1985 sloten de warenhuizen hun deuren.